# Piotr Winczorek

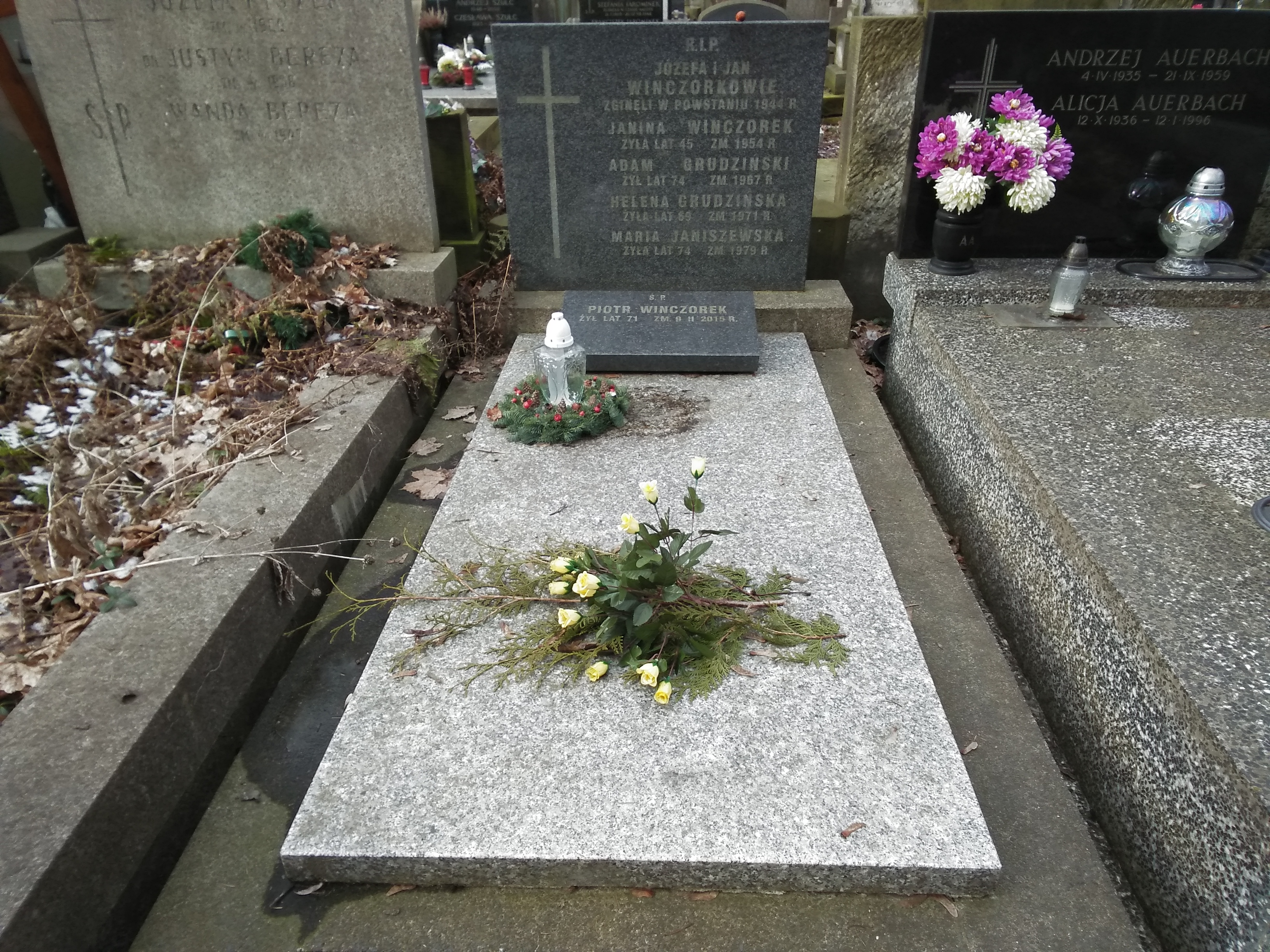
Grób Piotra Winczorka na cmentarzu Powązkowskim w Warszawie

Piotr Henryk Winczorek (ur. 21 sierpnia 1943 w Warszawie, zm. 9 lutego 2015 tamże) – polski prawnik, profesor nauk prawnych, zastępca członka (1989–1991) oraz członek (1991–1993) Trybunału Stanu.

## Życiorys
Absolwent VI Liceum Ogólnokształcącego im. Tadeusza Reytana w Warszawie (1961). Studiował na Wydziale Prawa i Administracji Uniwersytetu Warszawskiego w latach 1961–1966. W latach 1972–1973 kształcił się w Nancy. W 1966 podjął pracę na macierzystym wydziale, zajmując kolejne stanowiska. Uczestniczył w seminarium doktoranckim prowadzonym przez profesora Stanisława Ehrlicha. W 1972 uzyskał stopień doktora, habilitował się w 1988. Był zastępcą dyrektora i dyrektorem Instytutu Nauk o Państwie i Prawie, kierował także Katedrą Filozofii Prawa i Nauki o Państwie.
W 1997 uzyskał tytuł profesora nauk prawnych. Specjalizował się w zakresie nauki o państwie oraz prawie konstytucyjnym. Poza WPiA UW wykładał także na Wydziale Administracji Wyższej Szkoły Administracji Publicznej w Ostrołęce (1997–2013) oraz Uczelni Łazarskiego w Warszawie (2013–2015)
Był działaczem Stronnictwa Demokratycznego oraz wiceprzewodniczącym Centralnego Sądu CK SD. W 1989 kandydował na posła z poparciem stronnictwa w okręgu Warszawa-Mokotów. W latach 1989–1991 pełnił funkcję zastępcy członka, a od 1991 do 1993 członka Trybunału Stanu. W latach 1994–1998 wchodził w skład Rady Legislacyjnej działającej przy prezesie Rady Ministrów. Od 1993 do 1997 był członkiem, a następnie przewodniczącym Zespołu Stałych Ekspertów Komisji Konstytucyjnej Zgromadzenia Narodowego. W 1996 został członkiem zespołu Komitetu Badań Naukowych oceniającego wnioski o granty z dziedziny nauk prawnych. Publikował na łamach czasopism, m.in. w „Rzeczpospolitej”, wydał też liczne pozycje książkowe, w tym podręczniki akademickie.
Piotr Winczorek zmarł 9 lutego 2015. Uroczystości pogrzebowe odbyły się 17 lutego 2015 w kościele pw. św. Karola Boromeusza w Warszawie. Został pochowany w grobie rodzinnym na Starych Powązkach (kwatera 259/3/5).

## Odznaczenia
W 1997 prezydent Aleksander Kwaśniewski w uznaniu wybitnych osiągnięć w kształtowaniu prawnych podstaw demokratycznego i praworządnego państwa ze szczególnym uwzględnieniem zasług w tworzeniu nowej Konstytucji Rzeczypospolitej Polskiej, odznaczył go Krzyżem Oficerskim Orderu Odrodzenia Polski. W 2014 prezydent Bronisław Komorowski, za wybitne zasługi w kształtowaniu zasad demokratycznego państwa prawa, nadał mu Krzyż Komandorski tego orderu.

## Wybrane publikacje
- Demokracja u schyłku XX wieku (współautor Władysław T. Kulesza), Warszawa 1992.
- Doktryny „socjalizmu samorządowego” we Francji i Jugosławii, Warszawa 1989.
- Dyskusje konstytucyjne, Warszawa 1996.
- Komentarz do Konstytucji Rzeczypospolitej Polskiej z dnia 2 kwietnia 1997 r., Warszawa 2000.
- Miejsce i rola SD w strukturze politycznej PRL (zagadnienia wybrane), Warszawa 1975.
- Prawo i polityka w czasach przemian, Warszawa 1995.
- Prawo konstytucyjne Rzeczpospolitej Polskiej. Podręcznik dla studentów studiów nieprawniczych, Warszawa 2003.
- Teoria państwa i prawa (współautor), Warszawa 1986.
- Ustrój konstytucyjny Rzeczypospolitej Polskiej z tekstem Konstytucji z 2 IV 1997 r. (współautor), Warszawa 1998.
- Wstęp do nauki o państwie, Warszawa 1995.